# Naledi Pandor
Grace Naledi Mandisa Pandor (nhũ danh: Matthews, sinh ngày 7 tháng 12 năm 1953) là Bộ trưởng Bộ Giáo dục Đại học Nam Phi từ năm 2009 đến năm 2012 và từ ngày 28 tháng 2 năm 2018 đến nay. Bà là Bộ trưởng Bộ Nội vụ Nam Phi từ 2012-2014. Bà được bổ nhiệm vào nội các sau cuộc tổng tuyển cử Nam Phi năm 2004. Trước đó bà giữ chức Bộ trưởng Bộ Giáo dục từ năm 2004 đến năm 2009 trong nội các Thabo Mbeki và Kgalema Motlanthe.

## Đời tư
Pandor sinh ra ở Durban, Natal. Ông của Pandor là Z.K. Matthews, một nhà giáo, nhà cải cách chống nạn phân biệt chủng tộc, là thành viên và chủ tịch của Đại hội dân tộc Phi (ANC). Cha bà là Joe Matthews, một nhà hoạt động và luật sư chống nạn phân biệt chủng tộc.
Pandor kết hôn với Sharif Joseph Pandor và có bốn người con: Fazlur, Aisha, Suraya và Haroon. Khi đang học ở Botswana, bà gặp Sharif và bắt đầu theo đạo Hồi.

## Chính trị
Bà được bầu làm Chủ tịch Quốc hội năm 1994 và đến năm 1994, bà được Tổng thống Thabo Mbeki bổ nhiệm làm Chủ tịch Hội đồng Quốc gia các Tỉnh. Từ năm 2004 đến năm 2009, bà giữ chức Bộ trưởng Bộ Giáo dục dưới thời Thabo Mbeki và Kgalema Motlanthe. Trong nhiệm kỳ của mình, bà giám sát toàn bộ hệ thống giáo dục và đề xuất cải cách đối với sự thất bại trong việc thực hiện chính sách OBE (Outcomes Based Education). Tháng 5 năm 2009, bà được Tổng thống Jacob Zuma bổ nhiệm làm Bộ trưởng Bộ Khoa học và Công nghệ. Bà tích cực tham gia xây dựng kính thiên văn SKA trên bán hoang mạc Karoo.
Ngày 2 tháng 10 năm 2012, Tổng thống Jacob Zuma đã bổ nhiệm Pandor vào vị trí Bộ trưởng Bộ Nội vụ ngay sau khi người tiền nhiệm của bà, Nkosazana Dlamini-Zuma, từ chức để đảm nhận vị trí Chủ tịch Liên minh châu Phi. Sau cuộc bầu cử lại Zuma năm 2014, bà trở lại làm Bộ trưởng Bộ Khoa học và Công nghệ.
Tháng 3 năm 2017, Naledi Pandor đã đặt nghi vấn đảng ANC đã không thi hành quyết định của Ủy ban điều hành quốc gia đã ký năm 2016 nhằm kiểm tra, xem xét lối sống của các lãnh đạo đảng.